# Рухомий корпус (Угорщина)
Угорський рухомий корпус (угор. Gyorshadtest) — оперативно-тактичне військове об'єднання в складі Карпатської армійської групи військ Угорщини періоду Другої Світової війни.

## Історія
Рухомий корпус угорської армії було сформовано 1 березня 1940 року в складі двох кавалерійських і двох моторизованих бригад.
У вересні 1940 року корпус взяв участь в окупації Трансильванії, а в квітні 1941 року — в боях на території Югославії.
27 червня 1941 року Угорщина оголосила війну СРСР і направила на Східний фронт «Карпатську армійську групу» під командуванням генерал-лейтенанта Ференца Сомбатхеї. Ударну силу армійської групи становив рухомий корпус чисельністю близько 25 тисяч осіб.
1 липня 1941 року основні сили корпусу вступили на українське Прикарпаття, форсували Дністер і зав'язали бої з частинами 12-ї армії Південно-Західного фронту. Після захоплення Коломиї, корпус було включено до складу німецької 17-ї польової армії з частинами якої він і вступив на Правобережну Україну.
В липні-серпні 1941 року рухомий корпус зіграв чи не вирішальну роль в розгромі 6-ї і 12-ї армій в районі Умані, стримуючи потужні атаки радянських військ у південному напрямку і давши змогу німцям перегрупуватись.
5 серпня 1941 року передові підрозділи угорського рухомого корпусу увірвались до західної частини Первомайська, потіснивши частини 18-ї армії Південного фронту.

Вояки угорського Рухомого корпусу на роверах

До жовтня 1941 року корпус, здійснивши майже 950-ти кілометровий кидок, досяг Донецька. За цей час було втрачено майже 90 % танків і бронеавтомобілів, понад 1000 одиниць автотранспорту, близько 2700 загиблих, в тому числі 200 офіцерів, 1500 зниклих безвісти і 7500 поранених.
В листопаді 1941 року залишки рухомого корпусу було виведено до Угорщини і 6 грудня повернулись до Будапешту.
1 жовтня 1942 року рухомий корпус переформований у 1-й бронетанковий корпус.

## Озброєння
У 1940 році рухомий корпус отримав легкі танки «Тольді» (Toldi). 1-ша і 2-га моторизовані та 1-ша кавалерійська бригади отримали по одній танковій роті (18 танків).
З початком Радянсько-німецької війни корпус зміг виставити в першій лінії 81 танк (згодом до них додалось ще 14). Крім того, в складі корпусу нараховувалось 65 застарілих танкеток CV 3/35 італійського виробництва і 49 угорських бронеавтомобілів «Чаба» (Csaba). На озброєнні корпусу перебувало близько 200 гармат і мінометів. Підтримку з повітря здійснювала авіагрупа в кількості 48 літаків.

## Командування
- Командир корпусу — генерал-майор Бела Міклош (угор. Dálnoki Miklós Béla) — з 01.03.1940 по 01.02.1942 року.

## Склад корпусу
- 1-ша кавалерійська бригада (до 30 вересня 1942, командир — генерал-майор Антал Ваттаї):
  - 3-й гусарський полк «Граф Надажді Ференц»;
  - 4-й гусарський полк «Граф Хадік Андраш»;
  - 3-й бронетанковий розвідувальний батальйон;
  - 13-й велосипедний батальйон;
  - 14-й велосипедний батальйон;
  - 3-й моторизований артилерійський дивізіон;
  - 1-й кінно-артилерійський дивізіон.
- 2-га кавалерійська бригада (до 30 вересня 1942, участі в бойових діях на території СРСР не брала):
  - 1-й Язиг-Кумана полк «Франц-Йосип»;
  - 2-й гусарський полк «Князь Арпаді»;
  - 4-й бронетанковий розвідувальний батальйон;
  - 15-й велосипедний батальйон;
  - 16-й велосипедний батальйон;
  - 4-й моторизований артилерійський дивізіон;
  - 2-й кінно-артилерійський дивізіон.
- 1-ша моторизована бригада (до червня 1942):
  - 1-й моторизований батальйон;
  - 2-й моторизований батальйон;
  - 3-й моторизований батальйон;
  - 1-й бронерозвідувальний батальйон;
  - 9-й танковий батальйон;
  - 10-й велосипедний батальйон;
  - 1-й моторизований артилерійський дивізіон.
- 2-га моторизована бригада (до 1 грудня 1941):
  - 4-й моторизований батальйон;
  - 5-й моторизований батальйон;
  - 6-й моторизований батальйон;
  - 2-й бронерозвідувальний батальйон;
  - 11-й танковий батальйон;
  - 12-й велосипедний батальйон;
  - 2-й моторизований артилерійський дивізіон;
- Корпус був підсилений:
  - 6-й велосипедний батальйон;
  - 8-й велосипедний батальйон;
  - 1-й моторизований зенітно-артилерійський дивізіон;
  - 5-й моторизований зенітно-артилерійський дивізіон;
  - 7-й моторизований зенітно-артилерійський дивізіон;
  - 5-й моторизований гаубичний артилерійський дивізіон;
  - 150-й окремий батальйон зв'язку;
  - 152-й інженерно-саперний батальйон;
  - 4-та окрема авіаційна група.